# Рітцерау
Рітцерау (нім. Ritzerau) — громада в Німеччині, розташована в землі Шлезвіг-Гольштейн. Входить до складу району Герцогство Лауенбург. Складова частина об'єднання громад Зандеснебен-Нуссе.
Площа — 11,11 км2. Населення становить 299 ос. (станом на 31 грудня 2020).